# Ник Кейв
Никълас Едуард Кейв (на английски: Nicholas Edward Cave или Nick Cave) е австралийски музикант, композитор, поет, автор, актьор и сценарист. Най-известен е с участието си в групите „The Bad seeds“ и „The Birthday party“.

## Биография

### Детство
Ник Кейв е роден в малкото градче Уоръкнабийл (Warracknabeal), в щата Виктория, Австралия. Майка му – Доун е била библиотекарка, а баща му – Колин, учител по английски език. Той има двама братя – Тим (р.1952 г.) и Петер (р.1954 г.), и сестра – Джули (р.1959 г.).
Като дете е живял в Уоръкнабийл (Warracknabeal), а по-късно в Уангарата (Wangaratta), провинциална Виктория. Той е кръстен и възпитан в Англиканска църква. Получава образованието си в класическа гимназия и Факултет по изкуства (Мелбърн), който посещава само две години.

### Първи музикални стъпки
В гимназията се запознава с Мик Харви и заедно формират училищна група, по-късно прераснала в „The Boys Next Door“, с която през 1979 г. Ник Кейв издава първия си албум „Door Door“. „The Boys Next Door“ скоро се прекръщават на „The Birthday Party“, издават едноименен албум (1980 г.) и се преместват от Мелбърн в Лондон. Излизат албумите им „Prayers on Fire“(„Молитви върху огън“)(1981) и „Junkyard“(„Сметище“) (1982), но така или иначе Лондон не се впечатлява достатъчно и групата се премества в Западен Берлин, където записва три студийни албума и два сингъла – единия от които „Mutiny“(„Бунт“) е краен израз на екстремистката ѝ музика.

## Кариера
През 1983 г. „The Birthday Party“ се разпада и Ник Кейв се установява за кратко в Лос Анджелис, пишейки филмов сценарий – „Ghosts...Of The Civil Dead“ („Духовете на цивилните мъртви“), който по-късно се превръща в театрална пиеса, филм за затворници и музикален албум (1989 г.). Приблизително по същото време от останките на „The Birthday Party“ – самият Кейв и Мик Харви (барабани), Бликса Баргелд (китара) от „Einsturzende Neubauten“, Бари Адамсън (китара и пиано) от „Magazine“ и Хюго Рейс (китара) формират „The Bad Seeds“(„Лошите семена“). Заедно с Анита Лейн през 1984 г. групата издават първия си албум „From Her To Eternity“(„От нея до Вечността“).
През 1985 г. излиза „The Firstborn Is Dead“(„Първородният е мъртъв“), в който групата експлоатира библейски, а в музикално отношение – блус-мотиви от делтата на Мисисипи.

През 1986 г. – „Kicking Against The Pricks“, където са събрани предимно кавъри – между които и на „Hey Joe“ и на „All Tomorrow’s Parties“(„Velvet Underground“), последван още същата година от „Your Funeral...My Trial“ („Твойто погребение...Моят процес“), а през 1988 от „Tender Prey“(„Нежна жертва“). „Your Funeral...My Trial“, „She Fell Away“, „Mercy Seat“(„Място на състраданието“), „City of Refuge“(„Град на Спасението“) – централните композиции от последните два албума третират предимно християнска проблематика.

През 1992 г. излиза „Henry’s Dream“, в който дори и не толкова трагичната тема за липса на алкохол („Чашата ми е празна, братко“) придобива болезнен оттенък. Следва световно турне и концертният „Live Seeds“, а през 1994 се появява „Let Love In“, обединен около едноименната композиция и двете „Do You Love Me“.
Любовната тематика не променя особено настроението на песните и музиката, но дори и според Кейв никой не е очаквал от него да издаде весел и радостен албум. Все пак „Murder Ballads“ (1996) представлява истинската кулминация на дългогодишната обсесия на Ник Кейв от мотива за смъртта и насилието. Всяка от песните е построена върху наратив, разказващ за смъртта на любимата/любимия, за убийството ѝ/му от другия поради несподелени чувства („Henry Lee“ с Пи Джей Харви), материални затруднения („The Willow Garden“) и просто романтичност в несъвместимостта на красотата с живота („Where The Wild Roses Grow“ с Кайли Миноуг) или върху размишленията на масов убиец, отричащ свободната воля („O’Maille Bar“) и на самотна нещастна девойка, съзнаваща трагичната преходност на всичко живо („The Curse Of Milhaven“).
Синглите с участието на Пи Джей Харви и Кайли Миноуг заемат първите места в класациите и през 1996 г., MTV награди Ник Кейв за най-добър мъж-певец, награда, която Кейв отказва с думите „Благодаря ви, но не..., не ви благодаря“, мотивирайки се, че не иска да се състезава с други хора в областта на изкуството.
През 1997 излиза „The Boatman’s Call“ – най-опростеният и лиричен албум дотогава, без характерните неясни метафори и множество текстови препратки, а през 1998 „The Bad Seeds“ издават „The Best of Nick Cave and The Bad Seeds“, след което Ник Кейв започва да работи предимно сам.

## Личен живот
Ник Кейв се среща с Анита Лейн от 1970 до 1980 г. Тя има много силно влияние върху него и работата му. Въпреки това те записват заедно само няколко песни.
След завършване на дебютния си роман „И магарето видя ангела“, Кейв напуска Западен Берлин, малко преди падането на Берлинската стена и се премества в Сао Пауло, Бразилия, където се срещна с журналистката Вивиан Карнейро (Viviane Carneiro). Двамата имат син, Люк (роден на 10 май 1991 г.), но никога не са били женени.
Кейв се среща с PJ Harvey в средата на 1990 г.
Когато любовната им афера приключва, той се вдъхновява и написва албума „The Boatman's Call“. През 1997 г. се среща с британския модел Сузи Брик. Тя се отказва от работата си и през лятото на 1999 г. сключват брак. Имат двама сина.

## Литературна дейност
Ник Кейв издава първата си книга –„King ink“, през 1988 г., колекция от текстове и пиеси. През 1997 г. следва „King ink II“, съдържаща песни, стихове, както и препис от радио есе, което е направил за BBC.
Докато се основава в Западен Берлин, Кейв започва работа по творба, която ще се превърне в дебютния му роман – „И магарето видя ангела“(1989 г.).
На 8 септември 2009 г. е публикуван вторият му роман, наречен „Смъртта на Бъни Мънро“.

### Литературни произведения
- King Ink (1988)
- И магарето видя ангела, And the Ass Saw the Angel (1989)
- King Ink II (1997)
- The Pocket Canons: Books of the Bible (1998)
- Complete Lyrics (2001)
- The Complete Lyrics: 1978 – 2006 (2007)
- Смъртта на Бъни Мънро, The Death of Bunny Munro (2009)
- The Sick Bag Song (2015)

## Дискография

### „The Boys Next Door“
- „These Boots Are Made For Walking“/Boy Hero (1978)
- „Lethal Weapons“ (1978)
- „From The Archives“ (1979)
- „Shivers“/Dive Position (1979)
- „Door Door“ (1979)
- „Hee Haw“ (1979)
- „Scatterbrain“ (1979)
- „Hangin' Around The House/Holiday House“ (1979)
- „Samurai Star/The Man From Brashs/Dangerman Theme“ (1980)
- „Happy Birthday“/Riddle House (1980)

### „The Birthday Party“
- „The Birthday Party“ (1980)
- „Fast Forward #2“ (1980)
- „The Friend Catcher“ (1980)
- „Mr. Clarinet“ (1980)
- „Prayers On Fire“ (1981)
- „Nick The Stripper“ (1981)
- „Release The Bats“ (1981)
- „Kino Aus Der Kassette“ (1982)
- „Dead Joe“ (1982)
- "Drunk On The Pope's Blood” (1982)
- „Fast Forward #10“ (1982)
- „The Friend Catcher“ (1983)
- „Hee Haw“ (1983)
- „The Bad Seed“ (1983)
- „Mutiny“ (1983)
- „It's Still Living“ (1985)
- „A Collection“ (1987)
- „The Peel Sessions: The Birthday Party“ (1987)
- „Hee Haw“ (1988)
- „Honeymoon In Red“ (1988)
- „Mutiny/The Bad Seed“ (1989)
- „Hits“ (1992)

### „Nick Cave & The Bad Seeds“
- „From Her To Eternity“ (1984)
- „The Firstborn Is Dead“ (1985)
- „Kicking Against the Pricks“ (1986)
- „Your Funeral, My Trial“ (1986)
- „Tender Prey“ (1988)
- „The Good Son“ (1990)
- „Henry's Dream“ (1992)
- „Live Seeds“ (1993)
- „Let Love In“ (1994)
- „Murder Ballads“ (1996)
- „The Boatman's Call“ (1997)
- „The Best Of“ (1998)
- „Two Lectures“ (2000)
- „No More Shall We Part“ (2001)
- „Nocturama“ (2003)
- „Abattoir Blues/The Lyre Of Orpheus“ (2004)
- „B-sides & Rarities“ (2005)
- „Dig! Lazarus! Dig!“ (2008)
- „Push the Sky Away“ (2013)
- „Skeleton Tree“ (2016)
- „Ghosteen“ (2019)
- „Wild God“ (2024)

### „Grinderman“
- „Grinderman“ (2007)
- „Grinderman 2“ (2010)